# Bedirhan Bülbül
Bedirhan Bülbül (Istanbul, 29 luglio 1999) è un pallavolista turco, centrale dello Ziraat Bankası.

## Carriera

### Club
La carriera di Bedirhan Bülbül inizia nel settore giovanile del Tokat, che lo promuove in prima squadra nella stagione 2017-18 in Voleybol 1. Ligi: ottiene la promozione immediata in Efeler Ligi, alla quale partecipa nel seguente biennio, vincendo la BVA Cup 2019. Nel campionato 2020-21 viene ingaggiato dallo Ziraat Bankası, vincendo tre scudetti e tre edizioni della Supercoppa turca; i suoi successi sono impreziositi dai riconoscimenti individuali di rising star e miglior centrale. Nella stagione 2024-25 con lo stesso club vince la Coppa CEV.

### Nazionale
Fa parte della nazionale turca under 20, partecipando, dopo essere passato dalle qualificazioni, al campionato europeo 2018.
Nel 2021 debutta in nazionale maggiore alla European Golden League 2021, dove conquista la medaglia d'oro: nel medesimo torneo vince un argento nel 2022 e un altro oro nel 2023, seguiti dall'oro alla Volleyball Challenger Cup 2023; viene inoltre premiato come miglior centrale al campionato europeo 2023.

## Palmarès

### Club
- Campionato turco: 3

2020-21, 2021-22, 2022-23
- Supercoppa turca: 3

2021, 2022, 2023
- Coppa CEV: 1

2024-25
- BVA Cup: 1

2019

### Nazionale (competizioni minori)
- European Golden League 2021
- European Golden League 2022
- European Golden League 2023
- Volleyball Challenger Cup 2023

### Premi individuali
- 2021 - Efeler Ligi: Rising star[17]
- 2022 - Efeler Ligi: Miglior centrale
- 2023 - Campionato europeo: Miglior centrale